# آناتولی ماتکوویچ
آناتولی ماتکوویچ (اوکراینی: Анатолій Маткевич, Anatoliy Matkevych؛ زادهٔ ۱۷ ژوئن ۱۹۷۷) بازیکن فوتبال اهل اوکراین است.
از باشگاه‌هایی که در آن بازی کرده‌است می‌توان به باشگاه فوتبال کریفباس کریفیی ریه، باشگاه فوتبال متالورگ زاپروژیا، باشگاه فوتبال الاتحاد (سوریه)، باشگاه فوتبال دنیپرو، باشگاه فوتبال تاوریا سیمفروپول، و باشگاه فوتبال نسف قرشی اشاره کرد.